# أكيليو بارا
خوسيه بونيفاثيو أكيليو إلياس بارا جوميث (بالإسبانية: José Bonifacio Aquileo Elías Parra Gómez) عسكري ورجل دولة وسياسي كولومبي، وُلد في إدارة سانتاندير عام 1825. كان عضوًا بالحزب الليبرالي الكولومبي، وقد شغل منصب رئاسة الولايات المتحدة الكولومبية في الفترة من عام 1876 حتى عام 1878.

## سيرته الذاتية
وُلد أكيليو بارا في باريتشارا بسانتاندير في 12 مايو عام 1825، وتُوفي في باتشو في كونديناماركا في 4 ديسمبر عام 1900.

## حياته السياسية
خدم بارا في الحياة السياسية وشارك في حروب أهلية ضد كل من خوسيه ماريا ميلو وماريانو أوسبينا رودريجيث وضد الاتحاد الغرناطي.

## الرئاسة
انتخب بارا كرئيسًا لكولومبيا من قبل الكونغرس. وخلال الانتخابات العامة للرئاسة في عام 1876، لم يحصل أي من المرشحين الثلاثة على ما يكفي من أصوات ليصبح رئيسًا. ولذا، قرر الكونغرس منح 48 صوت مقابل 18 لرافاييل نونيث ومثلهم لبارتولوميه كالبو، ليصبح بذلك الرئيس الأول والأوحد لكولومبيا من سانتاندير.